# John Spencer
John Spencer (20. prosinca 1946. – 16. prosinca 2005.) je bio američki televizijski glumac. Najpoznatiji je po ulozi predstojnika ureda Lea McGarryja u popularnoj NBC-jevoj televizijskoj seriji Zapadno krilo koja mu je donijela prestižnu nagradu Emmy 2002. godine.

## Rani život
John Spencer rođen je kao John Speshock, Jr. u New Yorku, a odrastao je u Totowi, New Jersey. Bio je sin konobarice Mildred (rođena Bincarowski) i vozača kamiona Johna Speshocka, Sr. John je bio irsko-ukrajinskog podrijetla. Nakon što je upisao Professional Children's School na Manhattanu 1963. godine išao je u razred s poznatom glumicom/pjevačicom Lizom Minelli i pijanistom Pinchasom Zukermanom. Studirao je na Fairleigh Dickinson University, ali nije diplomirao. Spencer je za sebe oduvijek govorio da je pravi liberalac, a jedan od heroja mu je bio Franklin Delano Roosevelt.

## Karijera
Spencer je televizijsku karijeru započeo u Patty Duke Showu, a kasnije se počeo pojavljivati i u sporednim ulogama u filmovima od čega je najpoznatiji Presumed Innocent u kojem je glumio s Harrisonom Fordom. Iste godine Spencer je započeo glumiti u hvaljenoj televizijskoj seriji Zakon u L.A.-u kao ratoborni odvjetnik Tommy Mullaney. Spencerov rad također je uključivao i pojavljivanje u vido igrici iz 1995. Wing Commander IV: The Price of Freedom u kojoj je glumio kapetana Hugha Paulsena.
Od 1999. godine pa sve do svoje smrti 2005., Spencer je glumio Predstojnika ureda Lea McGarryja u NBC-jevoj televizijskoj seriji Zapadno Krilo. I Spencer i lik McGarry bili su liječeni alkoholičari. Za tu je ulogu Spencer osvojio prestižnu televizijsku nagradu Emmy kao najbolji sporedni glumac 2002. godine za epizode Bartlet For America i We Killed Yamamoto.

## Smrt
Spencer je umro od srčanog udara u bolnici u Los Angelesu 16. prosinca 2005. godine, četiri dana prije svog 59. rođendana. Na Spencerovom privatnom sprovodu, njegova kolegica iz serije Zapadno krilo, Kristin Chenoweth otpjevala je pjesmu "For Good" iz Broadwayskog hit mjuzikla "Wicked". Pokopan je na Laurel Grove Memorial Park u svom rodnom gradu u Totowi, New Jersey. U vrijeme smrti, Spencer je snimio dvije od pet epizoda serije Zapadno krilo koje su se nalazile u post-produkciji: Running Mates i The Cold. Njegova smrt naknadno je napisana i u seriji kada je lik kojeg je glumio, Leo McGarry, umro od srčanog udara u noći Predsjedničkih izbora. Zanimljivo je da je njegov lik na početku šeste sezone serije preživio srčani udar (epizoda The Birnam Wood). Njegovo je ime ostalo na špici serije sve do posljednje epizode.